# Yishai Schlissel
Yishai Schlissel (pronunciado como Shlisel ; en hebreo: ישי שליסל‎; 10 de diciembre de 1975) es un asesino israelí actualmente convicto. Apuñalo a los asistentes del desfile del orgullo gay en Jerusalén  2005, por lo que cumplió diez años de prisión. El 30 de julio de 2015, durante la marcha del orgullo gay en Jerusalén, más de diez años después del primer ataque, apuñaló hasta la muerte a Shira Banki, de 16 años, e hirió a otras cinco personas. El atentado ocurrió apenas tres semanas después de su liberación de prisión. El 24 de agosto, Schlissel fue acusado de asesinato, cinco cargos de intento de asesinato y lesiones en circunstancias agravantes. siendo detenido hasta el final del proceso. El 26 de junio de 2016, fue condenado a cadena perpetua, más 31 años de prisión, así como una multa de 2,064,000 NIS (cerca de 650,000 dólares) en concepto de daños y perjuicios.

## Primeros años
Schlissel nació el 10 de diciembre de 1975 en Yad Binyamin, Consejo regional de Nahal Sorek, Distrito Central. Era el mayor de diez hijos, y sus abuelos fueron sobrevivientes del Holocausto. Después de casarse, estudió en un kollel de Jerusalén.

## Atentados y condenas
El 30 de junio de 2005, Schlissel apuñaló a tres manifestantes durante el desfile del orgullo gay en Jerusalén. Como resultado, fue declarado culpable de intento de homicidio y agresión agravada, y sentenciado a doce años de prisión. En 2007, su condena fue reducida a diez años en apelación. Schlissel cumplió su condena en la prisión de Maasiyahu. En  2008, estuvo hospitalizado durante un mes y medio por problemas de salud mental y se le diagnosticó un trastorno psiquiátrico paranoide. Schlissel salió de prisión en junio de 2015.
Poco después de su liberación, distribuyó una carta homofóbica en su ciudad natal que decía: "Es obligación de cada judío proteger su alma del castigo deteniendo esta gigantesca profanación del nombre de Dios el próximo jueves". La policía israelí no lo rastreó en Cisjordania porque su crimen anterior había ocurrido en Jerusalén, fuera de su jurisdicción. 
Además, a Moshe Edry, el jefe de la policía del distrito de Jerusalén, no se le advirtió de que Schlissel vendría a Jerusalén.

##### Apuñalamientos de 2016
El 30 de julio de 2015, solo tres semanas después de ser liberado, apuñaló a seis asistentes durante el desfile del orgullo gay de Jerusalén. El acto fue ampliamente condenado, incluido el Primer Ministro Benjamin Netanyahu.
Una de las víctimas, Shira Banki de 16 años, murió a causa de sus heridas en el Centro Médico Hadassah tres días después, el 2 de agosto de 2015. Poco después, el Primer Ministro Netanyahu ofreció sus condolencias y añadió: "Trataremos al asesino con todo el peso de la ley".
Una evaluación psiquiátrica realizada por el Servicio Penitenciario de Israel, con la que Schlissel se negó a cooperar, lo encontró apto para ser sometido a juicio. Sin embargo, después de que los psiquiatras estatales argumentaran que su negativa a cooperar hacía que la evaluación no fuera concluyente, el tribunal ordenó que lo hospitalizaran durante un período de observación de 48 horas para una reevaluación. El 24 de agosto de 2015, Shlissel fue acusado de un cargo de asesinato y seis cargos de intento de asesinato y agresión agravada en el Tribunal de Distrito de Jerusalén.
Se negó a reconocer la autoridad del tribunal para juzgarlo porque no respetaba la ley religiosa judía. Anunció que se negaría a ser representado por un abogado y no cooperó con el defensor público asignado para representarlo. El 19 de abril de 2016, fue condenado. El 26 de junio de 2016, fue condenado a cadena perpetua más 31 años y se le ordenó pagar 2.064.000 NIS en compensación a las familias de sus víctimas.
Schlissel está cumpliendo su condena en la prisión de Ayalon. En agosto de 2016, Schlissel rompió las fotografías de las hijas de otro recluso porque estaban "vestidas de manera inmodesta" y, posteriormente, el recluso lo golpeó hasta que los guardias las separaron. Schlissel fue hospitalizado como resultado de la paliza que recibió y fue colocado temporalmente en régimen de aislamiento como medida disciplinaria. Después de que las autoridades penitenciarias realizaron una evaluación, se decidió separarlo de los demás reclusos debido a su comportamiento volátil y se le dio su propia celda en una zona segura de la prisión. Un mes después, Schlissel fue atacado nuevamente y tuvo que ser hospitalizado después de que una discusión entre él y dos mafiosos convictos en el patio de la prisión se intensificara hasta que los mafiosos lo golpearon hasta que intervinieron los guardias.

## Vida personal
Antes de su Schlissel residía en Modi'in Illit, un asentamiento haredí en Cisjordania, misma rama a la que Schlissel pertenece. Antes de cometer el crimen, estaba casado y tenía cuatro hijos. Se divorció de su esposa al comienzo de su encarcelamiento en 2005.